# Leon Abbey
Leon Alexander Anthony Abbey né 7 mai 1900 à Minneapolis et mort à Chicago le 15 septembre 1975, est un violoniste et chef d'orchestre de jazz américain.

## Biographie
Leon Abbey commence sa carrière en 1920 comme violoniste classique avec l'orchestre de J. Rosamond Johnson. Cinq ans plus tard, il enregistre avec Clara Smith sur If You Only Knowed et You Better Keep the Home Fires Burning.
En 1926, il dirige les Savoy Bearcats et part en tournée avec le groupe l'année suivante en Argentine, au Brésil et en Uruguay. Pendant une décennie, il tourne dans toute l'Europe et se produit deux fois en Inde,,.